# 国王任命インド人将校
国王任命インド人士官（こくおうにんめいインドじんしょうこう、英: King's Commissioned Indian Officer、KCIO）は、イギリス領インド陸軍（英印軍、英: British Indian Army）に所属する、イギリス国王によって勅任されたインド人士官であり、イギリス陸軍の准士官に相当する副王任命士官（英: Viceroy's Commissioned Officer, VCO）とは異なる。
KCIOは二十世紀初頭の、インド化の一環として導入された。彼らはデヘラードゥーンにあるインド陸軍士官学校（英: Indian Military Academy）において訓練された。彼らは、イギリス人の国王任命将校（英: King's Commissioned Officer, KCO）とあらゆる点で完全に対等であり、KCOと同一の階級呼称を有し、VCOとことなり、イギリス陸軍の部隊に対しても指揮権を有した。実際に、KCIOは、任官してすぐのころは英印軍ではなくイギリス陸軍の部隊に配属されることが多かった。
独立後のインド軍やパキスタン軍で高級士官になった者の多くがKCIO出身である。
有名なKCIOとして、インド工兵軍団のプレーメーンドラ･スィン･バガト少尉がいる。1941年のアビシニアにおける軍功によって、イギリス最高の軍事勲章であるヴィクトリア十字章を授与された。
有名な架空のKCIOに映画イングリッシュ･ペイシェントに登場するキップ･シン中尉がいる。彼はインド工兵軍団に属し、作中では英軍の王立工兵小隊を率いていた。